# Serge Lifar
Serge Lifar (Сергей Михайлович Лифарь) (Kiev em 2 de abril de 1905 (oficialmente 1904) - Lausanne em 15 de dezembro de 1986) foi um  bailarino, coreógrafo e pedagogo ucraniano, que obteve a nacionalidade francesa.
Foi membro do Bronislava Nijinska e do Balé Kiev.